# Microgale nasoloi
Microgale nasoloi är en däggdjursart som beskrevs av Jenkins och Goodman 1999. Microgale nasoloi ingår i släktet långsvanstanrekar, och familjen tanrekar. IUCN kategoriserar arten globalt som sårbar. Inga underarter finns listade i Catalogue of Life.
Arten är bara känd från några platser på sydvästra Madagaskar. Den lever där i kulliga områden och i låga bergstrakter mellan 780 och 1050 meter över havet. Microgale nasoloi vistas i lövfällande skogar och i skogar med hårdbladsväxter.